# Tarcza kontynentalna

Schematyczny przekrój litosfery kontynentalnej, z wskazaniem obszaru tarczy archaicznej

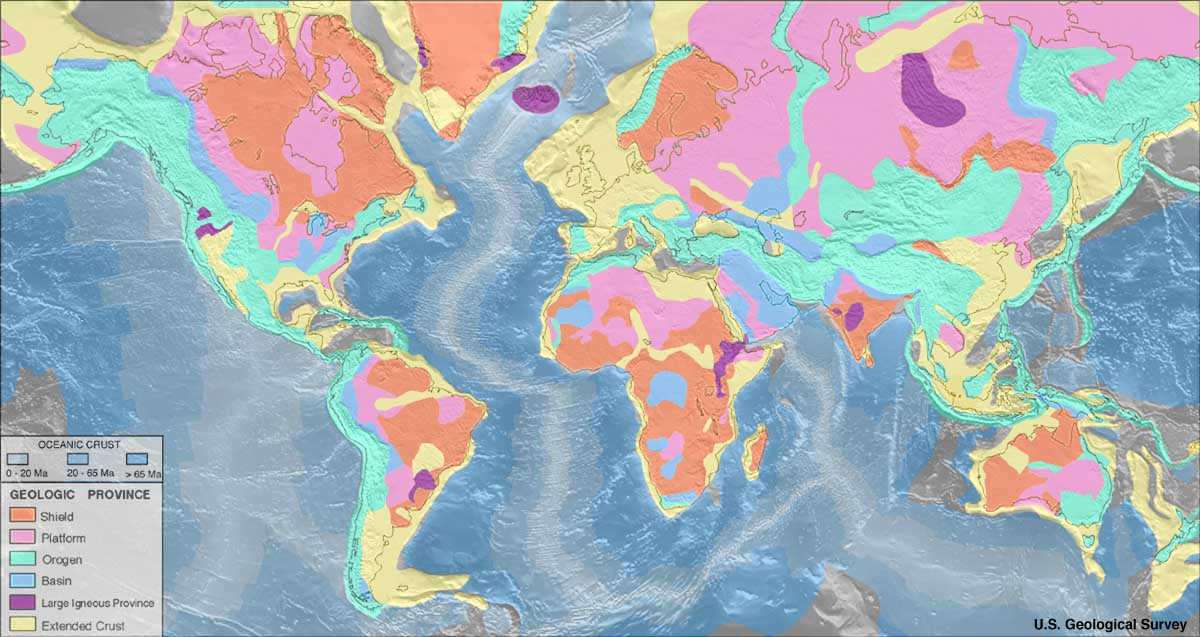
Mapa geologiczna Ziemi: na pomarańczowo zaznaczone tarcze kontynentalne

Tarcza kontynentalna (tarcza krystaliczna) – rozległy obszar zbudowany ze skał krystalicznych, zazwyczaj lekko wypukły i mający tendencje do podnoszenia się. Tarcza kontynentalna jest z reguły obnażona, nie pokryta osadami i niepoddająca się fałdowaniu. Stanowi rdzeń każdego kontynentu. Jeśli jest przykryta młodszymi skałami osadowymi lub wulkanicznymi, to wchodzi w skład platformy kontynentalnej, jako jej fundament. Tarcze kontynentalne i platformy kontynentalne oraz pasma orogeniczne budują płytę kontynentalną.

## Tarcze
- tarcza afrykańska
- tarcza ałdańska
- tarcza arabska
- tarcza australijska
- tarcza bałtycka
- tarcza brazylijska
- tarcza chińska
- tarcza dekańska
- tarcza egipsko-sudańska
- tarcza fennoskandzka
- tarcza grenlandzka
- tarcza gujańska
- tarcza gwinejsko-nigeryjska
- tarcza kanadyjska
- tarcza malgaska
- tarcza regibacka
- tarcza sarmacka
- tarcza wołyńsko-azowska